# Лангнау Тайгерс
«Лангнау Тайгерс» (нем. SCL Tigers) — профессиональный хоккейный клуб, представляющий швейцарский город Лангнау. Выступает в Швейцарской лиге А. Домашняя арена — Ильфисхалле — вмещает 6 550 зрителей.

## История
Клуб был основан в 1946 году. В 1976 году команда стала чемпионом Швейцарии. Название «Тайгерс» появилось у команды в 1999 году. Связано оно с бессменным спонсором клуба «Tiger Käse AG».

## Достижения
- Чемпион Швейцарии 1976.

## Изъятые номера
- 12  Тодд Элик
- 17  Даниэль Айгертер
- 26  Мартин Гербер

## Известные игроки
Вацлав Варадя

 Мартин Гербер

 Магнус Йоханссон

 Яни Нинимаа

 Ричард Парк

 Валерий Ширяев